# Alchemilla hians
Alchemilla hians är en rosväxtart som beskrevs av Sergei Vasilievich Juzepczuk. Alchemilla hians ingår i släktet daggkåpor, och familjen rosväxter. Inga underarter finns listade i Catalogue of Life.